# ヴィトラ・デザイン・ミュージアム

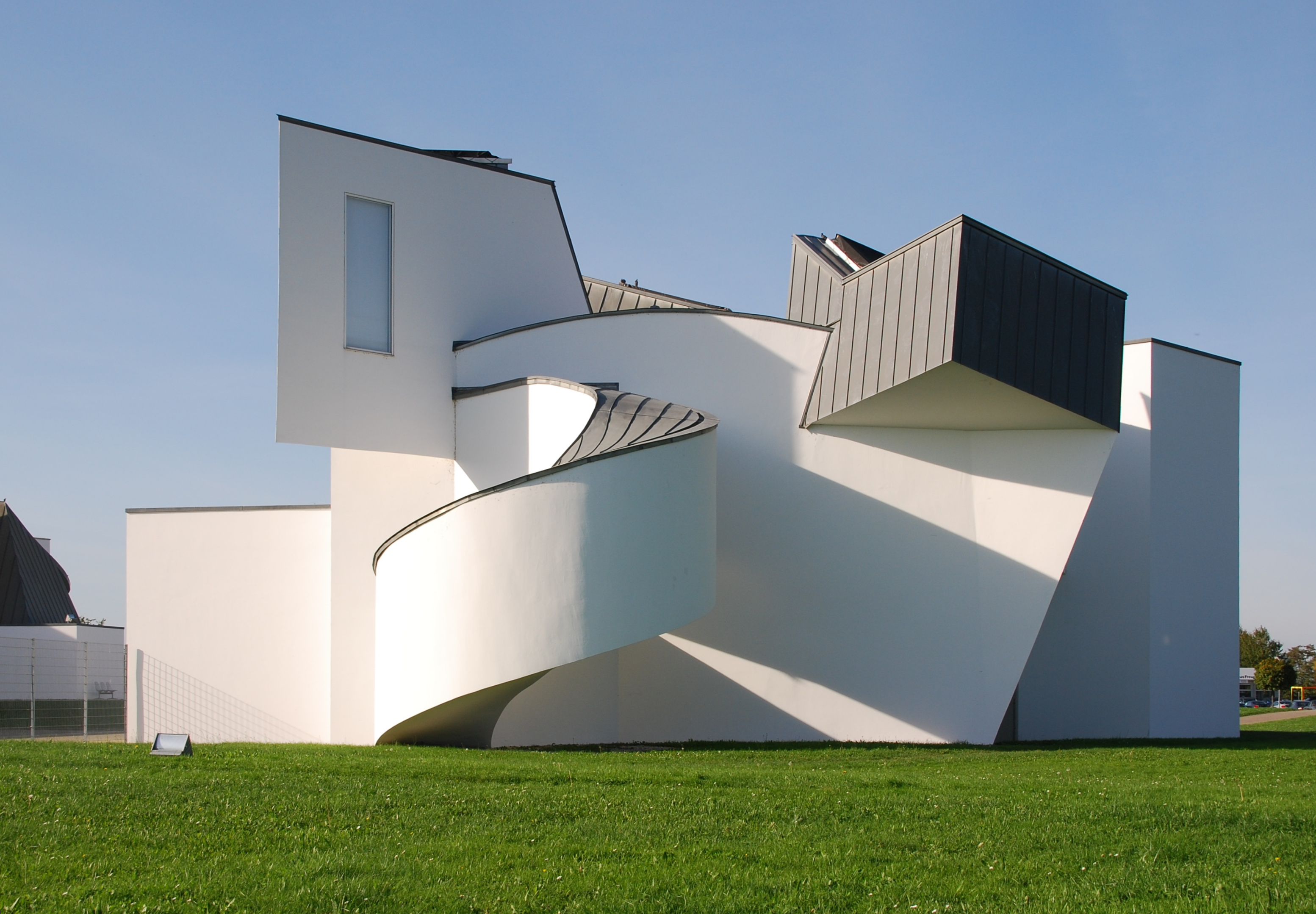
ヴィトラ・デザイン・ミュージアム

ヴィトラ・デザイン・ミュージアム（Vitra Design Museum）は、ドイツ連邦共和国バーデン＝ヴュルテンベルク州ヴァイル・アム・ラインにある博物館。スイスに本社を置く家具会社ヴィトラの工場敷地内に所在する。ミュージアムにはヴィトラ社が所有する膨大な数のデザイナーズ家具や照明器具などが展示され、世界で最も重要なデザイン博物館と言われる。なお、ヴァイル・アム・ラインはスイスとの国境の町で、バーゼルに隣接する。
チャールズとレイのイームズ夫妻（Charles & Ray Eames）、アレキサンダー・ジラルド（Alexander Girard）、アントン・ローレンツ（Anton Lorenz）、ジョージ・ネルソン（George Nelson）、ヴェルナー・パントン（Verner Panton）ら、有名デザイナーの作品も収蔵。年2回ほど大きな企画展も開催している。ミュージアムのオープンは1989年。有名建築家、フランク・ゲーリーによる複雑な形をした外観が特徴となっている。
ヴィトラ・デザイン・ミュージアムは、ヴィトラ・キャンパスと呼ばれるヴィトラ社の工場敷地内にある。ヴィトラ・キャンパスには、安藤忠雄のセミナーハウス、ザハ・ハディドの消防署、アルヴァロ・シザの工場施設（連結通路の屋根）、ジャン・プルーヴェのガソリン・スタンド、バックミンスター・フラーのドームテント、ヘルツォーク&ド・ムーロンによるショップ、カフェを併設するショールーム「ヴィトラハウス」など、世界の有名建築家による作品が一堂に会している。

## アクセス
バーゼル駅 Basel SBB から8番トラムでバーゼル・クララプラッツ Basel Claraplatz まで約17分。バーゼル・クララプラッツ Basel Claraplatz から55番のバスにて約20分でヴァイル・アム・ライン・ヴィトラ Weil am Rhein, Vitra　下車。
またはバーゼル駅 Basel SBB から鉄道利用。バーゼル・バーディッシャー駅　Basel Bad で乗換えてヴァイル・アム・ライン駅　Weil am Rhein へ。ヴァイル・アム・ライン駅　Weil am Rhein　から徒歩約20分でアクセスできる。